# Vandanser Steinwand

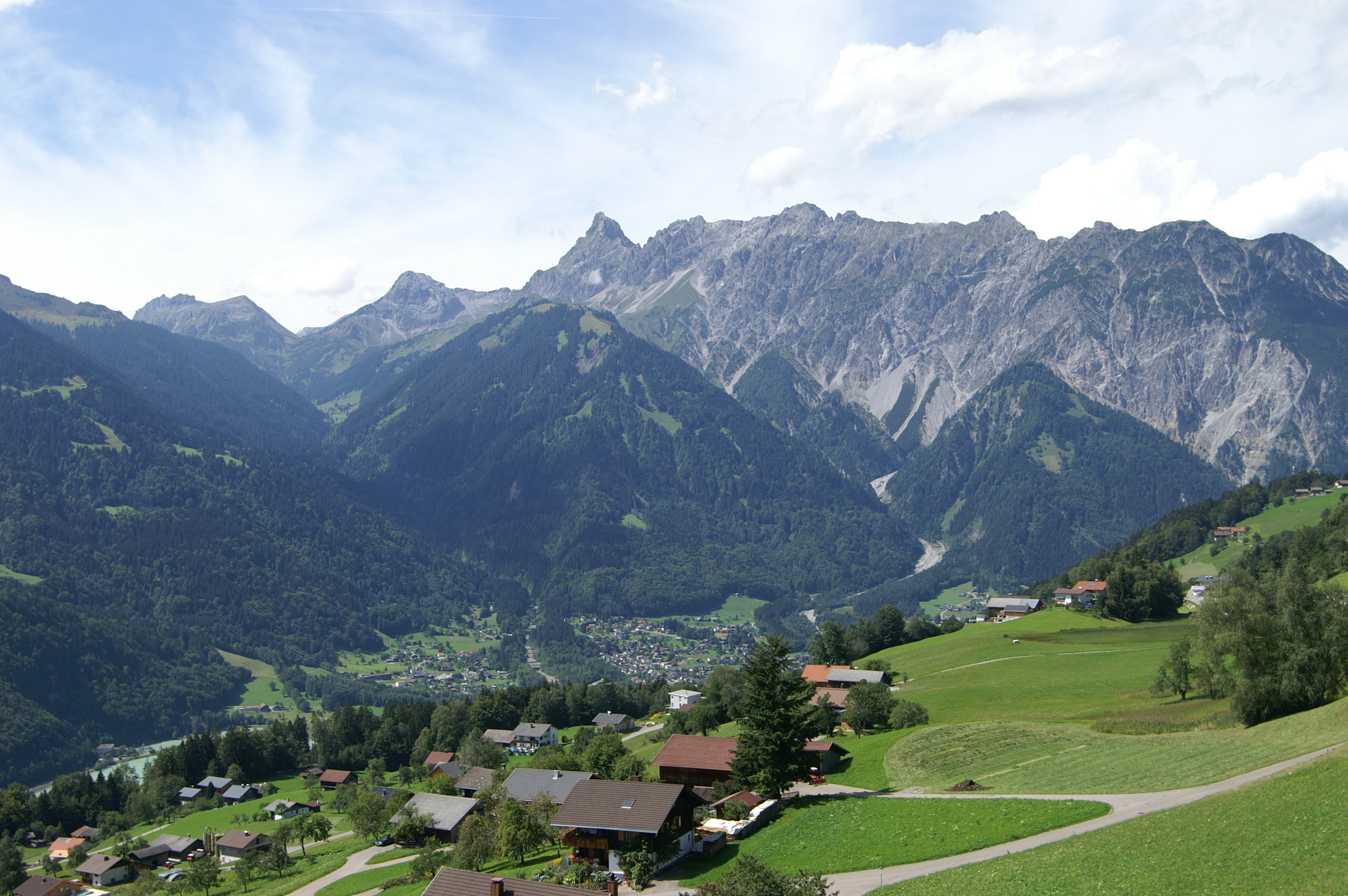
Bartholomäberg mit Blick zur Vandanser Steinwand
(Detailinformationen mit Benennungen der Berggipfel auf das Foto klicken und im Commons-Modus sichtbar machen)

Die Vandanser Steinwand ist als Gebirgszug der nördliche Abschluss des Montafons in der Gemeinde Vandans.
Der Gebirgszug beinhaltet einige Berge mit Gipfelkreuz, wie die Zimba und den Roßkopf. 
In etwa von Westsüdwest nach Ostnordost verlaufend hält sie einen Teil der Nordwinde gegen Vandans ab.
Auf dem Kamm der Vandanser Steinwand verläuft weitgehend die Grenze zwischen der Gemeinde Vandans und Bürs sowie ab dem Kleinen Valkstiel zwischen Vandans und Lorüns.
Über die vom Hauptkamm etwa 800 m nach Norden abgesetzte Bludenzer Mittagsspitze verläuft die Gemeindegrenze zwischen Lorüns und Bürs.
Der Kamm hat von der Zimba bis zum Steinwandeck etwa eine Länge von 4 km (Luftlinie).

## Relevante Gipfel der Vandanser Steinwand
Relevante Gipfel der Vandanser Steinwand sind (von Südwest nach Nordost gesehen):
| Gipfel                      | Höhe | Anmerkung                                                                                   |
| --------------------------- | ---- | ------------------------------------------------------------------------------------------- |
| Zimba                       | 2643 |                                                                                             |
| Steintälikopf               | 2443 | Auch Kleiner Hüttenkopf genannt                                                             |
| Großer Hüttenkopf           | 2449 | Auch Großer Valkastiel genannt                                                              |
| Schaukopf                   | 2246 | Höhenangabe lt. elektronischer Messung VOGIS.cnv.at                                         |
| Kleiner Valkastiel          | 2233 | Mit einem Westgipfel und Ostgipfel. Grenze zwischen den Gemeinden Bürs, Lorüns und Vandans. |
| Rosskopf                    | 2080 |                                                                                             |
| Steinwandeck (Gavalinakopf) | 1996 |                                                                                             |
| Bludenzer Mittagspitze      | 2107 | Aus dem Kamm, durch das Gavalinajoch (2118 m) getrennt, nach Norden zurückgesetzt.          |

## Geologie
Die Vandanser Steinwand ist von Hauptdolomit dominiert (zwischen Lorüns und St. Anton im Montafon), daran schließen ältere Einheiten Raibler Schichten an, die auch abbauwürdige Gipsführungen enthalten.

## Wandern
Die meisten Gipfel der Vandanser Steinwand sind vom Tal aus in etwa drei bis sechs Stunden zu Fuß zu erreichen.
Die einzelnen Gipfel befinden sich teilweise relativ weit auseinander. Es ist gute Kondition und Trittsicherheit und Schwindelfreiheit erforderlich. Die Wege sind teilweise nicht beschildert und sollten nur bei guter Witterung begangen werden. Es besteht Steinschlaggefahr.
Von der westseitig des Kammes gelegenen Sarotlahütte 1611 m ü. A. sind alle Gipfel, insbesondere der Große Hüttenkopf (Große Valkastiel) und die Zimba, gut zu erreichen.